# Come noi nessuno mai
Come noi nessuno mai è un singolo del rapper italiano GionnyScandal pubblicato il 9 novembre 2021.

## Tracce
1. Come noi nessuno mai – 3:27